# Elena Panova
Pour les articles homonymes, voir Panova.
Elena Viktorovna Panova (en russe : Елéна Викторовна Панóва), née à Arkhangelsk (Union soviétique) le 9 juin 1977, est une actrice russe. Actrice réputée du Théâtre d'art de Moscou, elle est active au cinéma et à la télévision depuis 1997. Elle est récipiendaire du prix d'État de la fédération de Russie en 2001.

## Filmographie partielle

### Au cinéma
- 1997 : Christmas Story
- 1999 : Beresina, or the Last Days of Switzerland : Irina
- 1999 : Mother : Pauline in her youth
- 2002 : Kamenskaya: Za vse nado platit : Olga Reshin
- 2002 : Red Sky. Black Snow : Lida (evacuee girl with child)
- 2003 : Land : Dasha Klyueva
- 2003 : Christ Under the Birches : Tanya
- 2004 : Shadowboxing : Vic
- 2005 : Swan's Paradise : Lida, mayor
- 2006 : Bewitched Site : Dasha Klyueva
- 2006 : Hunter : Irene, journaliste
- 2006 : The Husband Comes Back from a Business Trip : Katya Zagorskaya
- 2006 : Women's Work with a Hazard to Life : Investigator Nadezhda Postnikova
- 2006 : Secret Guardian : Cobra, FSB
- 2007 : Boxe de l'ombre 2 : La Revanche : Vic
- 2007 : Detective Putilin : Strekalova
- 2007 : Year of the Golden Fish : Masha
- 2007 : I'm Counting: One, Two, Three, Four, Five... : Alisa
- 2008 : Friend or Foe : Olga
- 2008 : Time of Sins : Zina
- 2008 : Surprise : Zoe, l'ancienne femme d'Ivan (Russie, Ukraine)
- 2009 : Prodigal Children (Russie, Ukraine)
- 2009 : House on the Lake District
- 2009 : Secret Guard. Deadly Game : Cobra
- 2009 : I Am Not Myself : Lena Fufachyova
- 2009 : Dark World : Helvi
- 2010 : Dr. Tyrsa
- 2010 : Mother for Rent : Tamara
- 2011 : Shadowboxing 3: The Final Round : Vika
- 2013 : Subwave (Метро) d'Anton Megerdichev
- 2013 : Fierce : Barysheva
- 2014 : L'Idiot ! (The Fool) : Kristina
- 2017 : The Spacewalker (Время Первых, Vremya Pervyh) de Dmitri Kisseliov (ru) : Tatiana Beliaïeva

### À la télévision
- 2000 : La Frontière : Roman de taïga, série télévisée d'Alexander Mitta : Marina
- 2004 : Moore is Moore : Lida (série télévisée)

## Distinctions
- 2001 : récipiendaire du prix d'État de la fédération de Russie